# Tokimitsu Ishizawa
Tokimitsu Ishizawa (5 de agosto de 1968) es un luchador profesional japonés, más conocido por su nombre artístico Kendo Kashin. Ishizawa también es conocido por su paso dentro del mundo de las artes marciales mixtas, trabajando en promociones como DREAM, Hero's y PRIDE Fighting Championships. Su única victoria en las artes marciales mixtas la obtuvo al vencer a Ryan Gracie el 29 de julio de 2001.

## Carrera

### New Japan Pro Wrestling (1992-1996)
Ishizawa fue una estrella sobresaliente de lucha amateur en la Universidad de Waseda, antes de ser descubierto por la New Japan Pro Wrestling. Debutó el 21 de septiembre de 1992 como Tokimitsu Ishizawa, perdiendo frente a Tiger Mask III. Durante la rivalidad entre la NJPW y la UWFi, aprendió del estilo shoot wrestling gracias a Kazuo Yamazaki, con lo cual pudo participar en distintas ocasiones con la empresa Pro Wrestling Fujiwara Gumi. Participó en el BOSJ I realizado en 1994, sin embargo, solo puedo sumar 8 puntos. También luchó por la Young Lion Cup de 1995, pero no logró ganarla. No obstante, al año siguiente derrotó a Yuji Nagata para ganar la Young Lion Cup de 1996. Nuevamente tuvo participación en el Best of the Super Juniors de 1996, antes de partir a la promoción austriaca Catch Wrestling Association, en la que cubrió su cabeza con una máscara y comenzó a usar el nombre de Kendo Kashin.

### Catch Wrestling Association (1996)
Kendo Kashin debutó en la CAW el 27 de julio de 1996 en una lucha por el CWA World Middleweight Championship, perdiendo frente al entonces campeón Franz Schuhmann. Pronto, el 21 de septiembre venció a Michael Kovac, ganando el CWA World Junior Heavyweight Championship en Hanóver, Baja Sajonia, Alemania. El 15 de octubre luchó juntó a Eddy Steinblock y Terminator Mastino en un combate conocido como KO Catch, pero fueron derrotados por el equipo formado por Ice-Train, Tony St. Clair y Ulf Hermann. Perdió el título el 21 de diciembre frente al antiguo campeón Michael Kovac. Después de esa lucha, regresó a Japón.

### New Japan Pro Wrestling (1997-2002)
Su regreso a New Japan Pro Wrestling lo realizó durante el evento "Strong Style Evolution", siendo derrotado por Kazuo Yamazaki en el Osaka Dome de Nishi-ku, Osaka el 3 de mayo de 1997. El 8 de diciembre luchó contra Shinjiro Otani por el IWGP Junior Heavyweight Championship, sin embargo salió derrotado. El 4 de abril de 1998 nuevamente peleó por el Título de Peso Completo Jr. de la IWGP, esta vez contra Jushin Liger, pero tampoco pudo hacerse con la victoria. Debutó en el BOSJ de 1998, iniciando con una derrota a manos de Kōji Kanemoto. Su primera victoria la obtuvo tras vencer a El Felino, pero esto no le ayudó para avanzar a la siguiente ronda. Meses más tarde, entró junto a Yuji Yasuraoka al torneo para buscar los primeros Campeones en Parejas de Peso Completo Jr. de la IWGP, pero solo sumarón 1 punto y quedaron eliminados en la primera ronda. Después, haciendo equipo con Kōji Kanemoto retó a la pareja formada por Shinjiro Otani y Tatsuhito Takaiwa por el IWGP Junior Heavyweight Tag Team Championship, pero no logró hacerse con el triunfo. En Wrestling World 1999, juntó a Dr. Wagner, Jr. por fin conquistó el Título en Parejas de Peso Completo Jr. tras vencer a los entonces campeones Shinjiro Otani y Tatsuhito Takaiwa. Luego de dos defensas exitosas del título, perdieron el campeonato a manos de Jushin Liger y The Great Sasuke el 10 de abril de 1999. En el torneo Best of the Super Juniors de 1999, terminó en primer lugar del "bloque b" con 8 puntos y ganó la final tras derrotar a su amigo Kōji Kanemoto. Ganó el Super Junior Battle Royal de 10 hombres en septiembre de 1999 y luego conquistó por primera vez en su historia el IWGP Junior Heavyweight Championship tras vencer nuevamente a Kōji Kanemoto. Dos meses más tarde, perdió el título contra Jushin Liger. Después de esto, comenzó a formar regularmente equipo con su compañero Dr. Wagner, Jr.. Intentó un par de veces reconquistar el IWGP Junior Heavyweight Tag Team Championship, pero fracasó en su cometido. En el BOSJ VII terminó en el tercer sitio del bloque b, donde el ganador resultó ser Tatsuhito Takaiwa. El 27 de agosto de 2000 debutó en el mundo de las artes marciales mixtas en contra de Ryan Gracie en el evento PRIDE 10, saliendo derrotado por nocaut en el 1 asalto. En PRIDE 15, realizado el 29 de julio de 2001, derrotó a Ryan Gracie por nocaut técnico. En NJPW Indicate Of Next el 8 de octubre de 2001, ganó por segunda vez el IWGP Junior Heavyweight Championship. Luego entró al "G1 Junior Tag League 2001" con Black Tiger, siendo eliminados en la primera ronda. Terminando su participación en este torneo, ingresó al "G1 Junior Six Man Tag Team Tournament", con Katsuyori Shibata y Wataru Inoue pero tampoco pudo ganarlo. El 1 de febrero de 2002 fue despojado del Campeonato de Peso Completo Jr. de la IWGP tras dejar la promoción un mes antes junto a Keiji Mutō y Satoshi Kojima para ir a la empresa rival, All Japan Pro Wrestling.

### All Japan Pro Wrestling (2002-2004)
Kendo Kashin debutó en AJPW el 24 de febrero de 2002 derrotando a Kazushi Miyamoto. El 20 de marzo comenzó a utilizar el nombre de BLUE-K. Rápidamente se volvió campeón, ganando el AJPW World Junior Heavyweight Championship que se encontraba vacante el 13 de abril de 2002, venciendo a Masanobu Fuchi. Entró al "Giant Baba Six Man Cup" con Abdullah The Butcher y Johnny Smith, pero fueron eliminados en la primera ronda. En julio del mismo año, luchó en Inglaterra con la promoción Frontier Wrestling Alliance, perdiendo en contra de Robbie Brookside. Llegó a la final del "Real World Jr. Tag League" a lado de Robbie Brookside, perdiéndola con Jimmy Yang y Kaz Hayashi en el AJPW 30th Anniversary Fan Appreciation Tour 2002. Ganó el Junior Heavyweight Battle Royal de 11 hombres el 3 de enero de 2003 desde el Korakuen Hall de Tokio, Japón. Pronto comenzó a hacer apariciones con la promoción Pro Wrestling ZERO1, luchando junto a Steve Corino en el "OH Tag Festival" del 2003, siendo derrotados en la segunda ronda por Emblem, equipo compuesto por Masato Tanaka y Shinjiro Otani. Tiempo después viajó a Estados Unidos para participar con la empresa Combat Zone Wrestling por el CZW Iron Man Championship que en ese entonces estaba vacante, pero dicho título fue ganado por Trent Acid. El 16 de septiembre de 2003 participó en un dark match de WWE Velocity, perdiendo contra Jamie Noble. El 12 de febrero de 2004 fue despojado del AJPW World Junior Heavyweight Championship debido a que no luchó durante 3 meses en la promoción, después de haber realizado 8 defensas exitosas del campeonato. Ganó el AJPW Unified World Tag Team Championship con Yuji Nagata el 12 de junio de 2004 cuando vencieron a Kaz Hayashi y Satoshi Kojima, pero fueron despojados del título el 17 de diciembre de 2004 tras haber dejado la promoción meses atrás.

### Circuito Independiente (2004-2005)
Tras salir de All Japan Pro Wrestling, Ishizawa comenzó a luchar principalmente en la promoción de Alemania llamada European Wrestling Promotion. Luchó en Japón por el GHC Junior Heavyweight Tag Team Championship de Pro Wrestling NOAH y por el WMG Tag Team Championship de Riki Pro Wrestling, pero no pudo ganar ninguno de los dos campeonatos. En la EWP ganó un Royal Rumble Match de 11 luchadores el 15 de octubre de 2004. Al día siguiente, obtuvo el EWP Intercontinental Championship tras vencer a Robbie Brookside, pero lo perdió frente al mismo rival el 29 de octubre. A comienzos de 2005 viajó a los Estados Unidos para participar con distintas promociones como Alternative Wrestling Show, Pro Wrestling Guerrilla y Ring Of Honor, donde se enmascaró y usó el nombre de Dragon Soldier B para ganar el torneo "Best of the American Super Juniors" el 2 de abril de 2005.

### New Japan Pro Wrestling (2005)
Su regreso a New Japan Pro Wrestling lo realizó el 2 de abril de 2005 durante New Japan Cup 2005, perdiendo en las semifinales contra Manabu Nakanishi, con quien formó equipo al mes siguiente para luchar por el IWGP Tag Team Championship, siendo derrotados por los entonces campeones Hiroshi Tanahashi y Shinsuke Nakamura. Luego, en el G1 Climax 2005 luchó en el bloque A, terminando con 5 puntos y perdiendo en la primera ronda. Su última lucha en NJPW la hizo en el Tokyo Dome el 8 de octubre, siendo parte del Team JAPAN con Manabu Nakanishi para derrotar a los americanos Charlie Haas y Mark Jindrak.

## En lucha
- Movimientos finales
  - Cross armbar,[1][2][3] a veces a un oponente de pie o sentado en la tercera cuerda[1][3]

- Movimientos de firma
  - KV Kneelock[4] (Rolling cradle transicionado en figure four leglock)
  - Brainbuster
  - Camel clutch[2]
  - Double wrist lock
  - European uppercut[1]
  - Fujiwara armbar
  - Hanging figure four leglock[3]
  - Hurricanrana, a veces desde una posición elevada
  - Inverted DDT
  - Kneelock
  - Reverse Boston crab camel clutch
  - Rolling cradle pin[1][2]
  - Tilt-a-whirl headscissors derivado en takedown o cross armbar
  - Triangle choke
  - Vertical suplex[1]
  - Victory roll, a veces derivado en cross armbar

## Récord en artes marciales mixtas
| Resultado | Récord | Oponente          | Método                      | Evento                      | Fecha                   | Ronda | Tiempo | Localización              |
| --------- | ------ | ----------------- | --------------------------- | --------------------------- | ----------------------- | ----- | ------ | ------------------------- |
| Derrota   | 1-5-1  | Katsuyori Shibata | TKO (puñetazos)             | DREAM 12                    | 25 de octubre de 2009   | 1     | 4:52   | Osaka, Japón              |
| Derrota   | 1-4-1  | Taiei Kin         | TKO (patada)                | K-1 PREMIUM 2006 Dynamite!! | 31 de diciembre de 2006 | 1     | 2:48   | Osaka, Japón              |
| Derrota   | 1-3-1  | Carlos Newton     | TKO (puñetazos)             | HERO's 7                    | 9 de octubre de 2006    | 1     | 0:22   | Yokohama, Kanagawa, Japón |
| Derrota   | 1-2-1  | Yoshihiro Akiyama | Sumisión (sode guruma jime) | HERO's 4                    | 15 de marzo de 2006     | 2     | 1:41   | Tokio, Japón              |
| Empate    | 1-1-1  | Shingo Koyasu     | Empate                      | Inoki Bom-Ba-Ye 2001        | 31 de diciembre de 2001 | 5     | 3:00   | Saitama, Japón            |
| Victoria  | 1-1    | Ryan Gracie       | TKO (lesión)                | PRIDE 15                    | 29 de julio de 2001     | 1     | 4:51   | Saitama, Japón            |
| Derrota   | 0-1    | Ryan Gracie       | KO (puñetazos)              | PRIDE 10                    | 27 de agosto de 2000    | 1     | 2:16   | Saitama, Japón            |

## Campeonatos y logros
- All Japan Pro Wrestling
  - AJPW Unified World Tag Team Championship (1 vez) - con Yuji Nagata
  - AJPW World Junior Heavyweight Championship (1 vez)
  - January 3rd Korakuen Hall Junior Heavyweight Battle Royal (2003)

- Catch Wrestling Association
  - CWA World Junior Heavyweight Championship (1 vez)

- European Wrestling Promotion
  - EWP Intercontinental Championship (1 vez)
  - EWP Tag Team Championship (2 veces) - con Toru Yano (1) y Kenichiro Arai (1)

- New Japan Pro Wrestling
  - IWGP Junior Heavyweight Championship (2 veces)
  - IWGP Junior Heavyweight Tag Team Championship (1 vez) - con Dr. Wagner, Jr.
  - Best of the Super Juniors (1999)
  - Young Lion Cup (1996)

- Ring of Honor
  - Best of the American Super Juniors (2005)